# San Nicolás Zoyapetlayoca
San Nicolás Zoyapetlayoca är en ort i Mexiko.   Den ligger i kommunen Tepeaca och delstaten Puebla, i den sydöstra delen av landet, 140 km öster om huvudstaden Mexico City. San Nicolás Zoyapetlayoca ligger 2 091 meter över havet och antalet invånare är 3 579.
Terrängen runt San Nicolás Zoyapetlayoca är platt österut, men västerut är den kuperad. Runt San Nicolás Zoyapetlayoca är det ganska tätbefolkat, med 65 invånare per kvadratkilometer. Närmaste större samhälle är Tepeaca, 6,0 km nordväst om San Nicolás Zoyapetlayoca. Trakten runt San Nicolás Zoyapetlayoca består till största delen av jordbruksmark.